# Squadra Unificata Tedesca ai IX Giochi olimpici invernali
La Squadra Unificata Tedesca partecipò ai IX Giochi olimpici invernali, svoltisi a Innsbruck, Austria, dal 29 gennaio al 9 febbraio 1964, con una delegazione di 96 atleti impegnati in dieci discipline.

## Medagliere

### Per discipline
| Sport                 | Oro | Argento | Bronzo | Totale |
| --------------------- | --- | ------- | ------ | ------ |
| Slittino              | 2   | 2       | 1      | 5      |
| Pattinaggio di figura | 1   | 1       | 0      | 2      |
| Combinata nordica     | 0   | 0       | 1      | 1      |
| Sci alpino            | 0   | 0       | 1      | 1      |
| Totale                | 3   | 3       | 3      | 9      |

### Medaglie
| Medaglia | Atleta                            | Sport                 | Evento                         |
| -------- | --------------------------------- | --------------------- | ------------------------------ |
| Oro      | Manfred Schnelldorfer             | Pattinaggio di figura | Pattinaggio di figura maschile |
| Oro      | Thomas Köhler                     | Slittino              | Singolo maschile               |
| Oro      | Ortrun Enderlein                  | Slittino              | Singolo femminile              |
| Argento  | Marika Kilius Hans-Jürgen Bäumler | Pattinaggio di figura | Pattinaggio di figura a coppie |
| Argento  | Klaus-Michael Bonsack             | Slittino              | Singolo maschile               |
| Argento  | Ilse Geisler                      | Slittino              | Singolo femminile              |
| Bronzo   | Wolfgang Bartels                  | Sci alpino            | Discesa libera maschile        |
| Bronzo   | Georg Thoma                       | Combinata nordica     | -                              |
| Bronzo   | Hans Plenk                        | Slittino              | Singolo maschile               |